# Yusuke Adachi
Yusuke Adachi (足達 勇輔 Adachi Yūsuke?), född 5 december 1961 i Kanagawa prefektur, är en japansk före detta fotbollsspelare och tränare.
Adachi började sin karriär 1980 i Yomiuri. Han avslutade karriären 1984.
Adachi har efter den aktiva karriären verkat som tränare och har tränat J2 League-klubben, Yokohama FC.